# ゴータ
ゴータ（Gotha）は、ドイツ連邦共和国の都市で、テューリンゲン州ゴータ郡の郡庁所在地。人口46,497人（2006年）。

## 歴史
歴史は少なくとも8世紀に遡る古い町で、17世紀にはザクセン＝ゴータ公国の首都となり、19世紀になるとコーブルクとともにザクセン＝コーブルク＝ゴータ公国の首都として栄えた。18世紀にはヴォルテールが滞在し、ドイツにおける啓蒙主義の中心地となった。
ザクセン＝コーブルク＝ゴータ家からは現在のベルギーおよびイギリス（サクス＝コバーグ＝ゴータ朝）の王家、またかつてのポルトガルおよびブルガリアの王家が出ている。
1875年にはここでドイツ社会民主党が結成され、その際の綱領草案（ゴータ綱領）がカール・マルクスに批判されたこと（『ゴータ綱領批判』）でよく知られる。
また森鷗外の短編小説『舞姫』にある「ゴタ板の魯廷の貴族譜」とは、ここで印刷・出版されたロシア宮廷の貴族の系譜録のことを指している。

## 交通

### 鉄道路線
ドイツ鉄道（DB）
- チューリンゲン本線
  - ゴータ駅（ドイツ語版）
- ゴータ - グレーフェンローダ線（ドイツ語版）
  - ゴータ駅
- ゴータ - ライネフェルデ線（ドイツ語版）
  - ゴータ駅 - ゴータ東駅

テューリンゲンの森鉄道・ゴータ路面電車 (TWSB)
- ゴータ市電

## 姉妹都市
- ザルツギッター、ドイツ
- ロミイ＝シュル＝セーヌ、フランス
- ガストニア、アメリカ合衆国
- キェルツェ、ポーランド
- マルチン、スロバキア

## 出身者
- フーゴー・シューハルト - 言語学者
- エルンスト・フリードリヒ・フォン・シュロトハイム - 古生物学者
- ヒルデ・マンゴルト - 発生学者

## 引用
1. ↑  Bevölkerung der Gemeinden vom Thüringer Landesamt für Statistik